# Viktor Oberguggenberger
Viktor Oberguggenberger (* 3. Februar 1893 in Innsbruck; † 2. März 1963 ebenda) war ein österreichischer Astronom.

## Leben
Viktor Oberguggenberger wurde 1893 als Sohn eines aus dem Lesachtal stammenden Tischlers in Innsbruck geboren. 1913 maturierte er an der Oberrealschule in Innsbruck und meldete sich anschließend als Einjährig-Freiwilliger zum Militärdienst, der mit Ausbruch des Ersten Weltkriegs in den Kriegsdienst überging und bis zum Kriegsende 1918 dauerte. Oberguggenberger wurde dabei mehrfach für seine Tapferkeit ausgezeichnet.
Nach dem Krieg studierte Oberguggenberger an der Universität Innsbruck Mathematik, Physik und Astronomie bei Egon Schweidler, Ottokar Tumlirz, Albert Defant, Josef Anton Gmeiner, Konrad Zindler und Arthur Scheller. 1920 wurde er Demonstrator bei Schweidler und schrieb im selben Jahr bei ihm auf Grundlage eigener Messungen seine Dissertation Über die durchdringende Strahlung des Bodens und der Atmosphäre in der weiteren Umgebung Innsbrucks. Im November 1921 wurde er mit dem Hauptfach Physik und dem Nebenfach Astronomie zum Dr. phil. promoviert. Unmittelbar darauf wurde er Assistent an der Innsbrucker Sternwarte unter Arthur Scheller. Dieser war durch ein schweres Augenleiden behindert, wodurch Oberguggenberger weitgehend auf sich allein gestellt war. Zusammen mit dem Feinmechaniker Ludwig Karl setzte er die Instrumente instand, justierte sie und bestimmte die geographische Länge und Breite der Sternwarte neu. 1926 habilitierte er sich für praktische Astronomie und Astrophysik. Nach dem Tod Schellers wurde er 1929 zum außerordentlichen Professor ernannt. Kurz darauf erkrankte er an Poliomyelitis und konnte sich fortan nur noch mit Krücken fortbewegen. Eigene Beobachtungen waren ihm dadurch stark erschwert, nur mit einer speziell für ihn konstruierten Vorrichtung konnte er die enge Stiege der Sternwarte hinaufgetragen werden.
Im Zweiten Weltkrieg wurde Oberguggenberger zwei Jahre lang im Rechendienst der Luftwaffe eingesetzt. Oberguggenberger beantragte am 6. April 1939 die Aufnahme in die NSDAP, wurde zum 1. Januar 1940 aufgenommen (Mitgliedsnummer 7.887.229) und war aufgrund seiner Parteimitgliedschaft 1945 registrierungspflichtig. Nach dem Krieg ließ er die Sternwarte wieder aufbauen und erweitern. 1952 wurde er zum ordentlichen Professor ernannt. 1956 wurde er aus Gesundheitsgründen vorzeitig emeritiert, 1958 übergab er Institut und Sternwarte an seinen Nachfolger Josef Fuchs.

## Leistungen
Oberguggenberger bemühte sich, insbesondere nach den beiden Weltkriegen, um die Instandsetzung und Erweiterung der Sternwarte und ihrer Instrumente und bestimmte die Koordinaten und Polhöhe der Sternwarte neu. Er beseitigte einen Fehler des Oppolzerschen Zenitteleskops und machte es einsatzbereit für das Internationale Geophysikalische Jahr 1957/58. Er beschäftigte sich mit instrumentellen und beobachterischen Fragen wie der Photometrie, der Photochemie und der Szintillation.
Wichtige Arbeitsgebiete waren die Bestimmung der Farbtemperatur von Sternen nach der Methode der effektiven Wellenlängen sowie die Frage nach der physischen Realität von Sternketten. In Ermangelung von Hilfsmitteln wie modernen Sternkarten war es ihm jedoch nicht möglich, eindeutig nachzuweisen, dass einige der 338 mutmaßlichen Ketten tatsächlich aus zusammengehörenden Sternen bestanden.

## Auszeichnungen
Oberguggenberger war Träger der Tapferkeitsmedaille I. Klasse. Für seine 1916 auf der österreichischen Pasubioplatte erbrachten Leistungen wurde er während des Krieges als erster Leutnant mit dem ungewöhnlich hohen Orden der Eisernen Krone III. Klasse und 1931 nachträglich mit dem Ritterkreuz des Militär-Maria-Theresien-Ordens ausgezeichnet.
1940 wurde er zum korrespondierenden, 1954 zum wirklichen Mitglied der Österreichischen Akademie der Wissenschaften gewählt.

## Veröffentlichungen (Auswahl)
- Erdstrombeobachtungen im Gebirge. In: Sitzungsberichte der Akademie der Wissenschaften in Wien, mathematisch-naturwissenschaftliche Klasse, Abt. IIa, 135. Band (1926), S. 99–116
- Die Bestimmung der Polhöhe der Sternwarte Innsbruck mit Hilfe des Oppolzer'schen Zenitteleskops. In: Sitzungsberichte der Akademie der Wissenschaften in Wien, mathematisch-naturwissenschaftliche Klasse, Abt. IIa, 135. Band (1926), S. 507–530
- Über die Szintillation der Fixsterne. In: Sitzungsberichte der Akademie der Wissenschaften in Wien, mathematisch-naturwissenschaftliche Klasse, Abt. IIa, 135. Band (1926), S. 627–645
- Über den kosmischen Ursprung der durchdringenden Höhenstrahlung. In: Astronomische Nachrichten, Band 232 (1928), S. 117–120
- Statistische Untersuchungen zum Problem der Sternketten. I. In: Zeitschrift für Astrophysik, Band 16 (1938), S. 323–332
- Untersuchungen zum Problem der Übersensibilisierung photographischer Emulsionen mit Quecksilberdampf. In: Sitzungsberichte der Akademie der Wissenschaften in Wien, mathematisch-naturwissenschaftliche Klasse, Abt. 2a, Band 155 (1946), H. 1 u. 2